# لينوكس (كاليفورنيا)
لينوكس (بالإنجليزية: Lennox CDP, California)‏ هي منطقة سكنية تقع بولاية كاليفورنيا في الولايات المتحدة. تبلغ مساحتها 2.832 كم2، وترتفع عن سطح البحر 22 م، بلغ عدد سكانها 22,753 نسمة في عام 2010 حسب إحصاء مكتب تعداد الولايات المتحدة وتصل الكثافة السكانية فيها 8,034.3 نسمة لكل كيلومتر مربع (20,808.7/ميل2).

## التركيبة السكانية
حدّد مكتب تعداد الولايات المتحدة بيانات التركيبة السكانية للينوكس في تعداد الولايات المتحدة. في ما يلي، التركيبة السكانية حسب تعدادي 2000 و2010.

### تعداد عام 2000
بلغ عدد سكان لينوكس 22,950 نسمة بحسب تعداد عام 2000، وبلغ عدد الأسر 5,049 أسرة وعدد العائلات 4,383 عائلة مقيمة في المنطقة السكنية. في حين سجلت الكثافة السكانية 8,103.8 نسمة لكل كيلومتر مربع (20,988.7/ميل2). وبلغ عدد الوحدات السكنية 5,235 وحدة بمتوسط كثافة قدره 1,848.5 لكل كيلومتر مربع (4,787.6/ميل2).
وتوزع التركيب العرقي للمنطقة السكنية بنسبة 31.70% من البيض و4.15% من الأمريكيين الأفارقة و1.02% من الأمريكيين الأصليين و0.82% من الأمريكيين ذوي الأصول الآسيوية و1.39% من سكان جزر المحيط الهادئ و56.31% من الأعراق الأخرى و4.61% من عرقين مختلطين أو أكثر و89.77% من الهسبانيون أو اللاتينيون من أي عرق.
بلغ عدد الأسر 5,049 أسرة كانت نسبة 71.1% منها لديها أطفال تحت سن الثامنة عشر تعيش معهم، وبلغت نسبة الأزواج القاطنين مع بعضهم البعض 59.8% من أصل المجموع الكلي للأسر، ونسبة 17.7% من الأسر كان لديها معيلات من الإناث دون وجود شريك، بينما كانت نسبة 9.4% من الأسر لديها معيلون من الذكور دون وجود شريكة وكانت نسبة 13.2% من غير العائلات. تألفت نسبة 9.2% من أصل جميع الأسر من عدة أفراد يعيشون في نفس المنزل ونسبة 2.6% كانت تتألف من شخص يعيش بمفرده يبلغ من العمر 65 عاماً أو أكثر. وبلغ متوسط حجم الأسرة المعيشية 4.55، أما متوسط حجم العائلات فبلغ 4.70.
بلغ العمر الوسطي للسكان 24.2 عاماً. وكانت نسبة 39% من القاطنين تحت سن الثامنة عشر، وكانت نسبة 12.4% بين الثامنة عشر والرابعة والعشرين عاماً، ونسبة 32.3% كانت واقعةً في الفئة العمرية ما بين الخامسة والعشرين والرابعة والأربعين عاماً، ونسبة 12.7% كانت ما بين الخامسة والأربعين والرابعة والستين، ونسبة 3.6% كانت ضمن فئة الخامسة والستين عاماً فما فوق. يوجد لكل 100 أنثى 106.4 ذكر، ويوجد لكل 100 أنثى في الثامنة عشر من عمرها فما فوق 106.6 ذكر.
بلغ متوسط دخل الأسرة في المنطقة السكنية 28,273 دولارًا، أما متوسط دخل العائلة فبلغ 27,991 دولارًا. وكان متوسط دخل الذكور 19,235 دولارًا مقابل 16,564 دولارًا للإناث. وسجل دخل الفرد الخاص بالمنطقة السكنية 8,499 دولارًا. وكانت نسبة 31.5% من العائلات ونسبة 31.5% من السكان تحت خط الفقر، وكان من هؤلاء نسبة 38.9% تحت سن الثامنة عشر ونسبة 15.5% في الخامسة والستين من العمر وما فوق.

### تعداد عام 2010
بلغ عدد سكان لينوكس 22,753 نسمة بحسب تعداد عام 2010، وبلغ عدد الأسر 5,250 أسرة وعدد العائلات 4,523 عائلة مقيمة في المنطقة السكنية. في حين سجلت الكثافة السكانية 8,034.3 نسمة لكل كيلومتر مربع (20,808.7/ميل2). وبلغ عدد الوحدات السكنية 5,487 وحدة بمتوسط كثافة قدره 1,937.5 لكل كيلومتر مربع (5,018.1/ميل2).
وتوزع التركيب العرقي للمنطقة السكنية بنسبة 37.90% من البيض و3.36% من الأمريكيين الأفارقة و0.87% من الأمريكيين الأصليين و0.78% من الأمريكيين ذوي الأصول الآسيوية و0.83% من سكان جزر المحيط الهادئ و51.91% من الأعراق الأخرى و4.35% من عرقين مختلطين أو أكثر و93.01% من الهسبانيون أو اللاتينيون من أي عرق.
بلغ عدد الأسر 5,250 أسرة كانت نسبة 62.8% منها لديها أطفال تحت سن الثامنة عشر تعيش معهم، وبلغت نسبة الأزواج القاطنين مع بعضهم البعض 54.6% من أصل المجموع الكلي للأسر، ونسبة 20% من الأسر كان لديها معيلات من الإناث دون وجود شريك، بينما كانت نسبة 11.6% من الأسر لديها معيلون من الذكور دون وجود شريكة وكانت نسبة 13.8% من غير العائلات. تألفت نسبة 9.7% من أصل جميع الأسر من عدة أفراد يعيشون في نفس المنزل ونسبة 2.4% كانت تتألف من شخص يعيش بمفرده يبلغ من العمر 65 عاماً أو أكثر. وبلغ متوسط حجم الأسرة المعيشية 4.33، أما متوسط حجم العائلات فبلغ 4.49.
بلغ العمر الوسطي للسكان 27.7 عاماً. وكانت نسبة 33.2% من القاطنين تحت سن الثامنة عشر، وكانت نسبة 12.2% بين الثامنة عشر والرابعة والعشرين عاماً، ونسبة 30.4% كانت واقعةً في الفئة العمرية ما بين الخامسة والعشرين والرابعة والأربعين عاماً، ونسبة 18.9% كانت ما بين الخامسة والأربعين والرابعة والستين، ونسبة 5.4% كانت ضمن فئة الخامسة والستين عاماً فما فوق. وتوزع التركيب الجنسي للسكان بنسبة 51.4% ذكور و48.6% إناث.